# 桂文福
桂 文福（かつら ぶんぶく）は、落語の名跡。なお、当代は特に代数を名乗ってはいないが、恐らく上方での3代目に当たると思われる。
なお、「文福」の正式な読み方は「ぶんぷく」ではなく「ぶんぶく」である。
- 俗に初代桂文福 - 後の初代桂藤兵衛。
- 初代桂文福 - （生没年不詳）2代目桂文枝の門下。その他の詳細不明。
- 2代目桂文福 - 後の2代目桂圓枝。
- 文の家文福 - 当該項目で記述。

桂 文福（かつら ぶんぶく、1953年3月31日 - ）は、落語家。本名: 田中登。上方落語協会会員（2007年1月現在、理事・会誌『んなあほな』編集長）。出囃子は「毬と殿様」または「月光仮面」。

## 来歴・人物
- 東西落語界唯一の河内音頭取り。和歌山県芸能県人会「ワ!つれもていこらーズ」のメンバー。好角家として知られ、元横綱・曙、元大関・小錦や元幕内・敷島などと交流があり、断髪式でも鋏を入れたこともある。
- 相撲甚句を得意とする。特に維新力浩司と親しく、仲人も務めた。アマチュア相撲の四股名は「玉双津」（たまふたつ）。
- 丸々とした体格に愛嬌のある人柄で、若手の頃から人気者として活躍した。吉本興業所属時代には、関西ローカルのテレビ番組にも多数出演。「トホホー」や「ター」の決め台詞は、お茶の間でもおなじみだった。
- しかし、吉本に無断で余興の営業に出演したことからトラブルに発展、吉本との契約を解消することになってしまう。吉本からの独立後は、マスコミへの出演度は格段に減少したが、音頭（河内音頭）取りや落語家としての活動は却って盛んである。そして2010年11月、兄弟子の桂三枝（後の6代文枝）らの計らいで社長の大﨑洋との面談を経て吉本に復帰した。
- 現在は上方落語協会の牽引役として、表舞台と裏方の両方で活躍している。また協会の機関紙「んなあほな」には四コマ漫画を掲載している。
- 感情の起伏が激しく、本来ならば怒るべきところをにこやかにやり過ごすこともあれば、些細なことで突然キレることも少なくない。弟子の桂茶がま曰く「どこでキレるか解らない」性格であるという。また、相手が自分よりも明らかに知名度が高い相手に対して極度に緊張してしまう癖があり、パニックで何を言っているかわからなくなり、まともに会話が成立しなくなる状態に陥るという一面も持っている[2]。
- 髪型は尊敬する初代林家三平に模している。前髪は金髪にしている。
- 身長170cm、体重103kgという非常に恰幅のいい体型である。体型は昔から変わっていない。
- 若い頃は風貌が中村雅俊に似ていたので掴みで「中村雅俊です！」と自己紹介する時があった。
- 奈良県生駒市在住[3]。

## 経歴

結三柏は、桂文枝一門の定紋である。

- 1953年（昭和28年） - 和歌山県那賀郡桃山町（現紀の川市）にて出生。
- 1971年（昭和46年） - 和歌山県立粉河高等学校卒業後、上阪。大日本印刷にてサラリーマン生活を送る。
- 1972年（昭和47年）4月 - 3代目桂小文枝（後の5代目桂文枝）に入門。入門の時に和歌山弁で入門を願い出て、小文枝からこってり絞られた[4]。
- 1989年（平成元年） - 吉本興業から独立し、自身の事務所「文福らくごプロモーション」を設立。
- 2010年（平成22年）11月 - 吉本興業復帰（弟子も桂文鹿以外は吉本入り）。

## 受賞歴
- 1981年（昭和56年） 「第2回ABC落語漫才新人コンクール」審査員奨励賞
- 1983年（昭和58年） 「第11回日本放送演芸大賞」ホープ賞
- 1984年（昭和59年） 「第12回日本放送演芸大賞」ホープ賞
- 1985年（昭和60年） 「朝日放送バイプレイヤー賞」
- 1993年（平成5年） 「和歌山県文化奨励賞」
- 1996年（平成8年） 「和歌山県桃山町民特別功労賞」
- 2001年（平成13年） 「和歌山県桃山町第1回ふるさと文化賞」

## 役職
（上記以外のもの）
- 関西演芸協会役員
- 和歌山出身芸能県人会（紀州つれもて会）会長
- 和歌山刑務所篤志面接委員
- わかやま未来づくり応援団
- 新居浜マイントピア大使
- ボランティアグループ　テントウムシ代表理事
- 新撰落語もぎた亭（新作落語グループ）メンバー
- 大阪文化団体連合会運営委員

## 弟子
- 桂茶がま
- 桂文鹿
- 桂まめだ
- 桂ぽんぽ娘
- 桂和歌ぽん（元・大相撲東関部屋力士）
- 桂福枝
- 桂鹿えもん

詳しくは文枝一門。

## 得意ネタ
- 相撲場風景
- 花筏
- 大安売り
- ラーメンビジネス最前線
- お笑い民謡教室　など

## エピソード
- 中学時代は相撲部、高校時代は美術部から柔道部に転部した。
- 内弟子時代、師匠宅の来客にコーラと間違えて、素麺の汁を出した。その時、素麺の汁はコーラの瓶に入っていたとのこと。
- 内弟子時代、師匠宅で弟弟子の桂小枝（当時、枝織）と留守番をしていたとき、大鍋いっぱいに炊かれていた善哉に気付き、2人でちょっとだけと言いながら味見をした。気付けば善哉はほとんどなくなっており、慌てて水と砂糖を入れ、醤油で色を付けて炊き直して難を逃れた。
- 師匠宅の天井をぶち抜いたことがある。
- 髪型はパンチパーマであったが一時、相撲以外にも好きなプロレスラーに憧れて後ろ髪を伸ばしていた。最近は前髪を金髪にしている。
- 地元・和歌山粉河出身の桂文左衛門の二代目を襲名したいと師匠に申し出たところ「ドアホ!」と一喝された。

## 出演番組
- 歌謡大全集（朝日放送）[1]
- 文福のあの店この店（和歌山放送）[1]

## 著書
- 丸い土俵と四角い座ぶとん（浪速社）
- 桂文福の笑いと涙の勝ち名のり（六法出版社）
- 文福の楽屋ほのぼの噺（浪速社）
- 桂文福のふるさと落語紀行（浪速社）